# Scandalous John
Scandalous John (bra John Escandaloso) é um filme estadunidense de 1971, dos gêneros bangue-bangue e comédia dramática, dirigido por Robert Butler para a Walt Disney Productions, com roteiro de Bill Walsh e Don Da Gradi baseado no romance Scandalous John, de Richard Gardner (escritor), por sua vez inspirado em Dom Quixote, de Miguel de Cervantes.

## Elenco
- Brian Keith...John McCanless
- Alfonso Arau...Paco
- Michele Carey...Amanda McCanless
- Rick Lenz...Jimmy Whittaker
- Harry Morgan...Xerife Pippin
- Simon Oakland...Barton Whittaker
- John Ritter...Wendell

## Sinopse
Nos dias atuais, John McCandless é um idoso, viuvo e arruinado rancheiro do Novo México. A neta Amanda é a única que se importa com ele, vindo visitá-lo semanalmente pois trabalha na cidade. Ela pede ao novo funcionário, o humilde mexicano imigrante ilegal Paco que tome conta do avô. Amanda conta ao assustado Paco que Jonh tem delírios de que é um antigo pistoleiro, em luta constante contra índios e grileiros de terras. O mexicano acaba aceitando o trabalho pelo teto, comida e pagamento e se afeiçoa a John, participando confusamente dos delírios do velho que frequentemente acabam em tiroteios, cavalgadas e correrias desastradas. Barton Whittaker é um rico empresário que deseja construir uma grande represa na região e coloca o filho dele, Jimmy, para convencer os moradores a deixarem as terras, forçando os relutantes com hipotecas, como fez com John. Jimmy se interessa por Amanda e empresta dinheiro para Jonh pagar a hipoteca mas o idoso rancheiro avisa que vai usá-lo para comprar mantimentos e partir em uma viagem a cavalo através do deserto, acompanhado do fiel Paco. Ele quer confrontar Barton em pessoa e sabe que o inimigo chegará de trem turístico durante um Festival do Velho Oeste. No final, o duelo entre John e Barton.